# Kasbah des Oudaïas

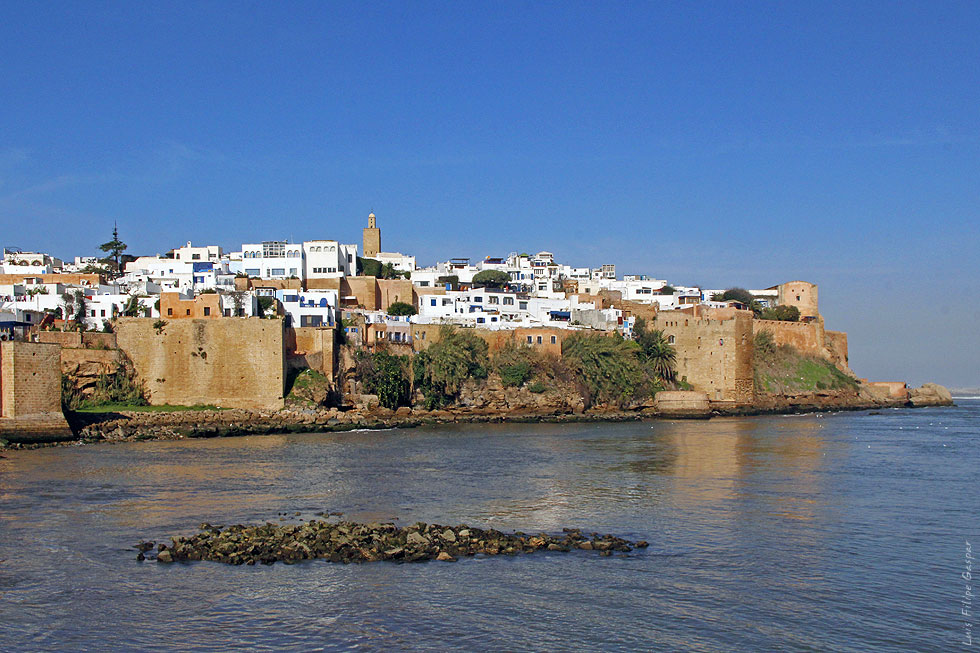
Kasbah des Oudaïas

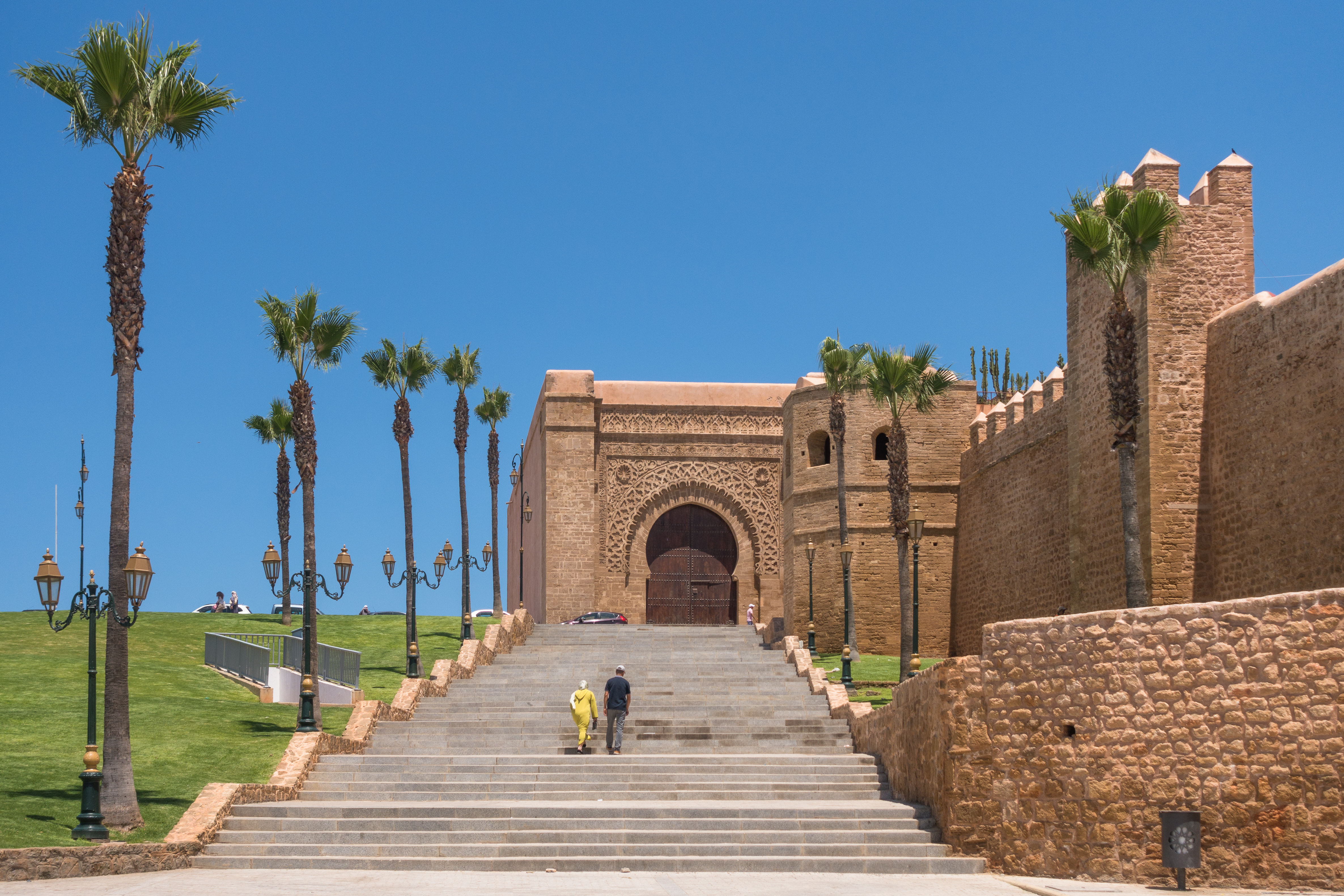
Bab des Oudaïas

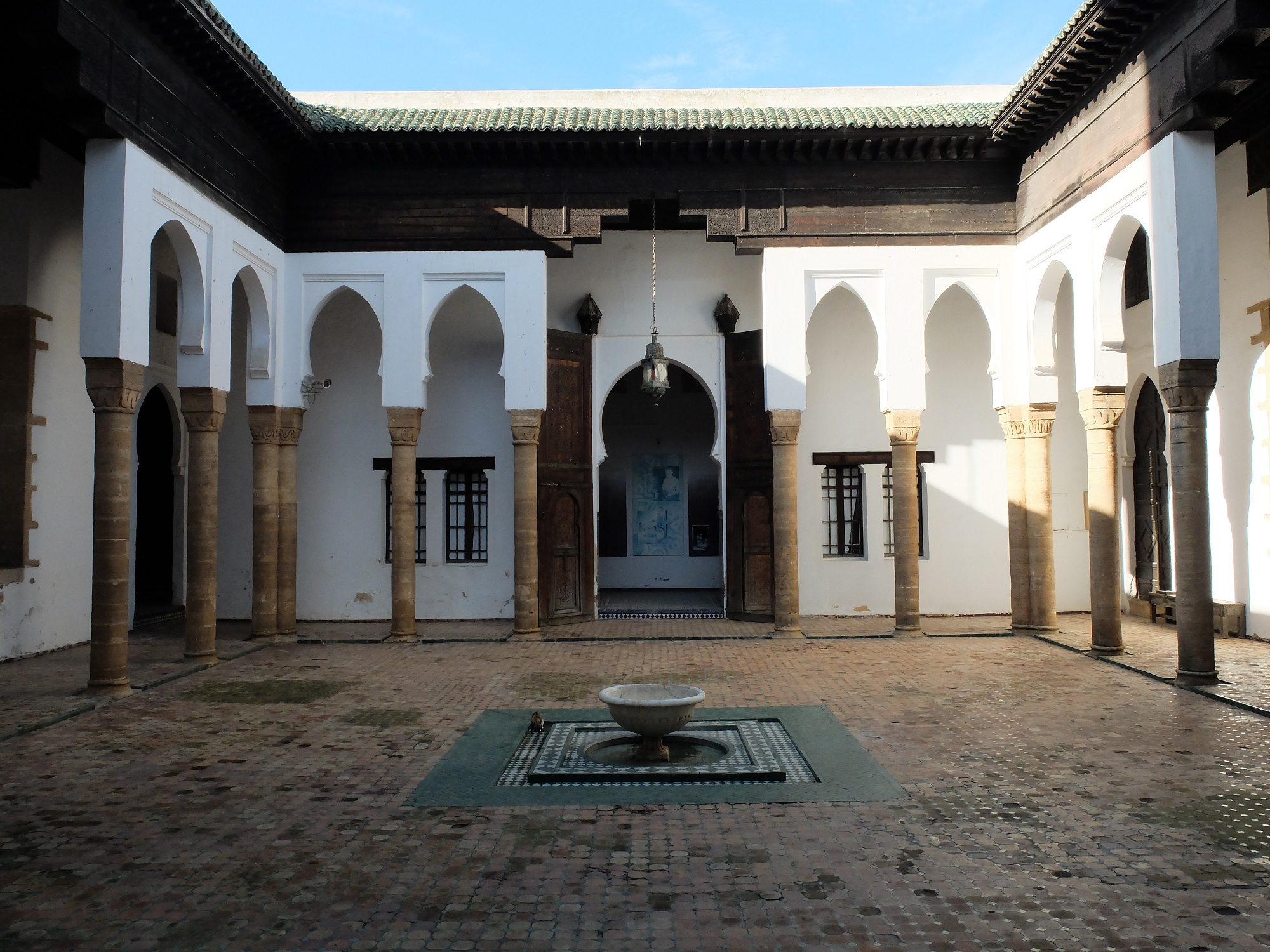
Alawiden-Palast (heute Museum)

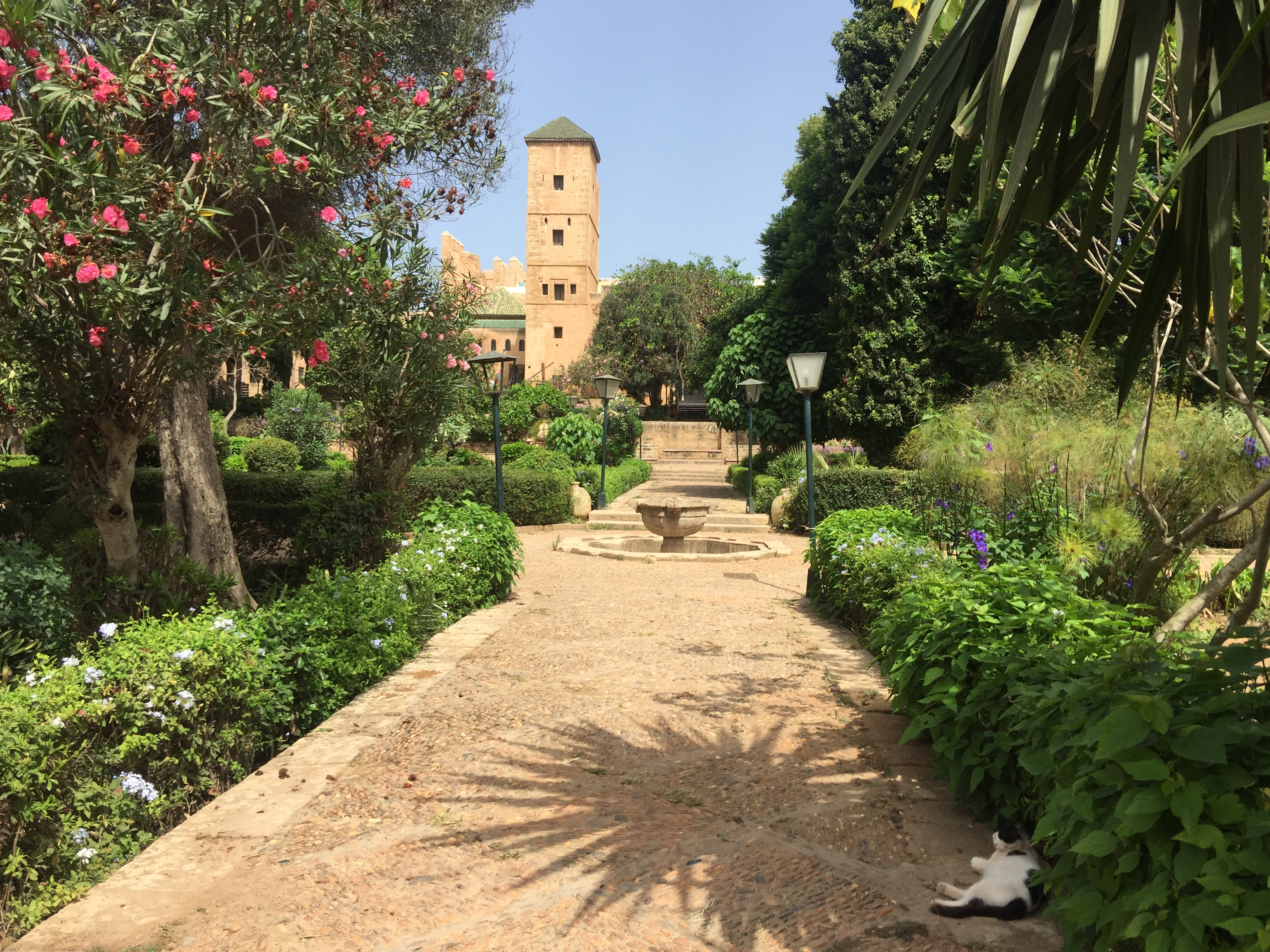
Garten des Alawiden-Palastes

Die in ihrer Architektur in Teilen noch mittelalterlich wirkende Kasbah des Oudaïas (manchmal auch Kasbah des Udayas, arabisch قصبة الأوداية, Zentralatlas-Tamazight ⵇⵙⴱⴰ ⵏ ⵉⵡⴷⴰⵢⵏ) ist das älteste Stadtviertel der marokkanischen Hauptstadt Rabat.

## Lage
Die mauerumgürtete, auf einem weiträumigen, etwa 10–60 m hohen Felsen südlich der Mündung des Bou-Regreg gelegene Kasbah des Oudaïas ist nur über zwei Torbauten erreichbar – der Hauptzugang ist das monumentale Bab des Oudaïas (um 1190). Innerhalb der Mauern befindet sich eine Altstadt mit weiß und blau getünchten Häusern und verwinkelten Straßen bzw. Gassen.

## Geschichte
Der Felsen wurde wohl schon in phönizischer Zeit genutzt. Im 10. Jahrhundert wurde er von Angehörigen des Berberstammes der Zenata zu einer Festung ausgebaut. Um die Mitte des 12. Jahrhunderts kamen die Almoraviden und danach die Almohaden, die die ganze Stadt und auch den Felsen mit einer gewaltigen Mauer umgaben. Unter dem Alawiden-Herrscher Mulai Ismail (reg. 1672–1727) wurde auch der untere Teil des Felsens zu einem kleinen Palast umgestaltet.

## Bewohner
In der Kasbah leben heute etwa 1000 Menschen. Die prächtigsten, von außen allerdings kaum erkennbaren Häuser werden von wohlhabenden Familien genutzt.

## Sehenswürdigkeiten
- Die Hauptstraße führt vorbei an einer Moschee (Jamaa al-Atiq) mit hohem Minarett.
- Sie endet an einer Aussichtsterrasse mit schönen Blicken auf die Mündung des Bou-Regreg und den Atlantik.
- Wenige Meter unterhalb der Plattform befindet sich eine spanisch-andalusische Festung mit kleinen runden Einmannwachtürmchen („Pfefferbüchsen“)
- Eine östlich abzweigende Gasse endet in einem Café.
- In der Umfassungsmauer am Fuß des Felsens befindet sich ein später ergänztes Tor mit einem Zugang zu dem ehemaligen Palast Moulay Ismails, der heute als kleines Museum für marokkanisches Kunsthandwerk dient; ein etwa 1500 m² großen Garten mit ehemaligem Aussichtsturm schließt sich an.

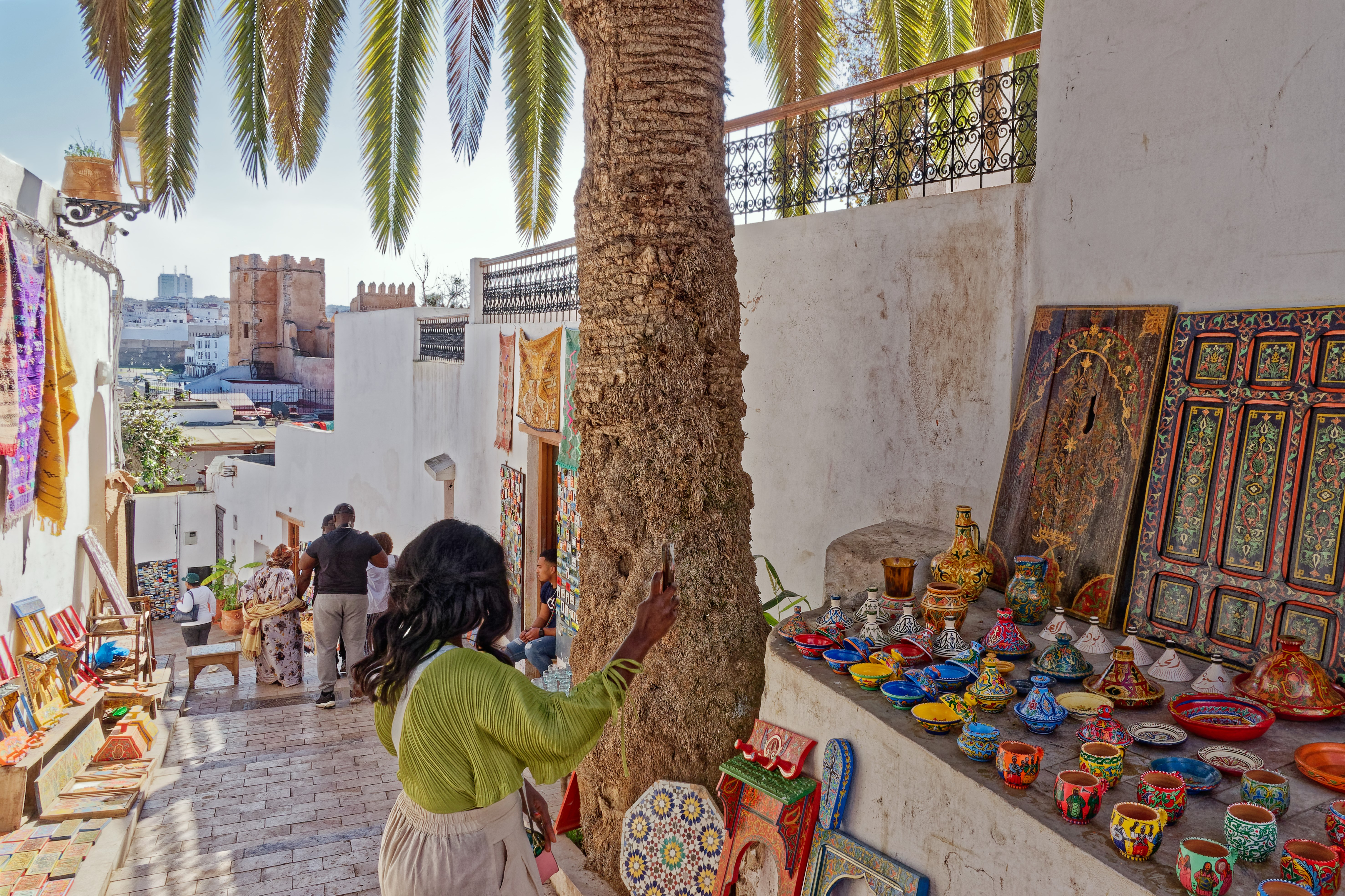
Souvenirstände
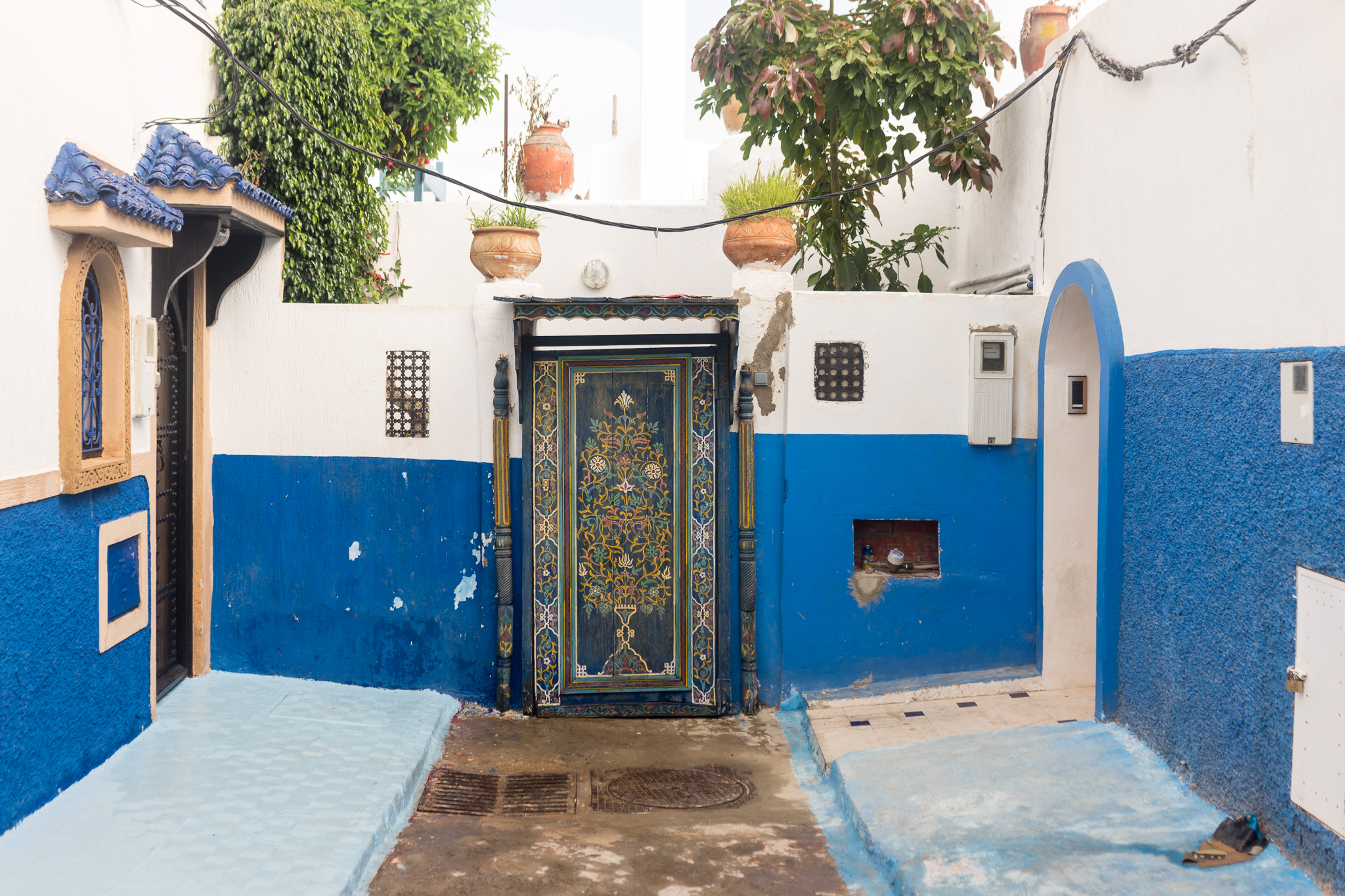
Sackgasse
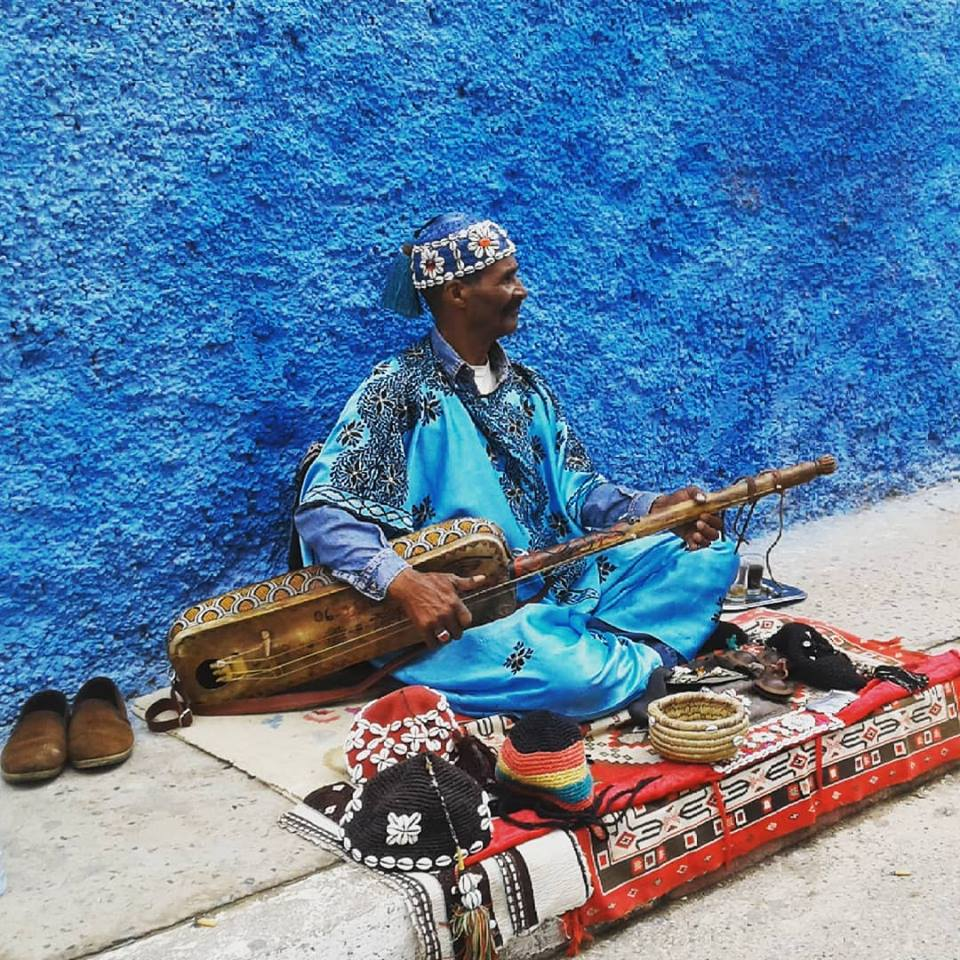
Gnawa-Musiker
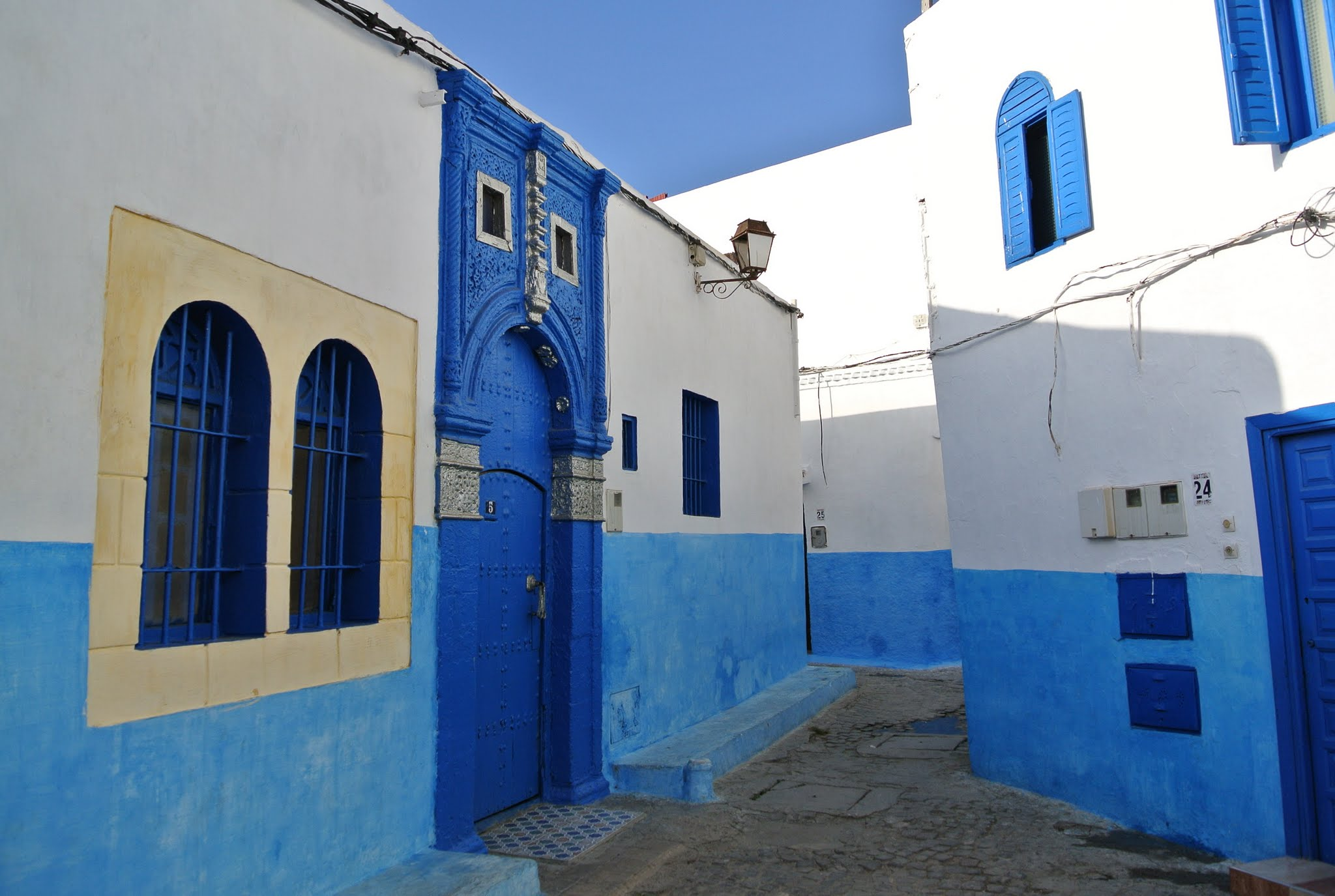
Gasse
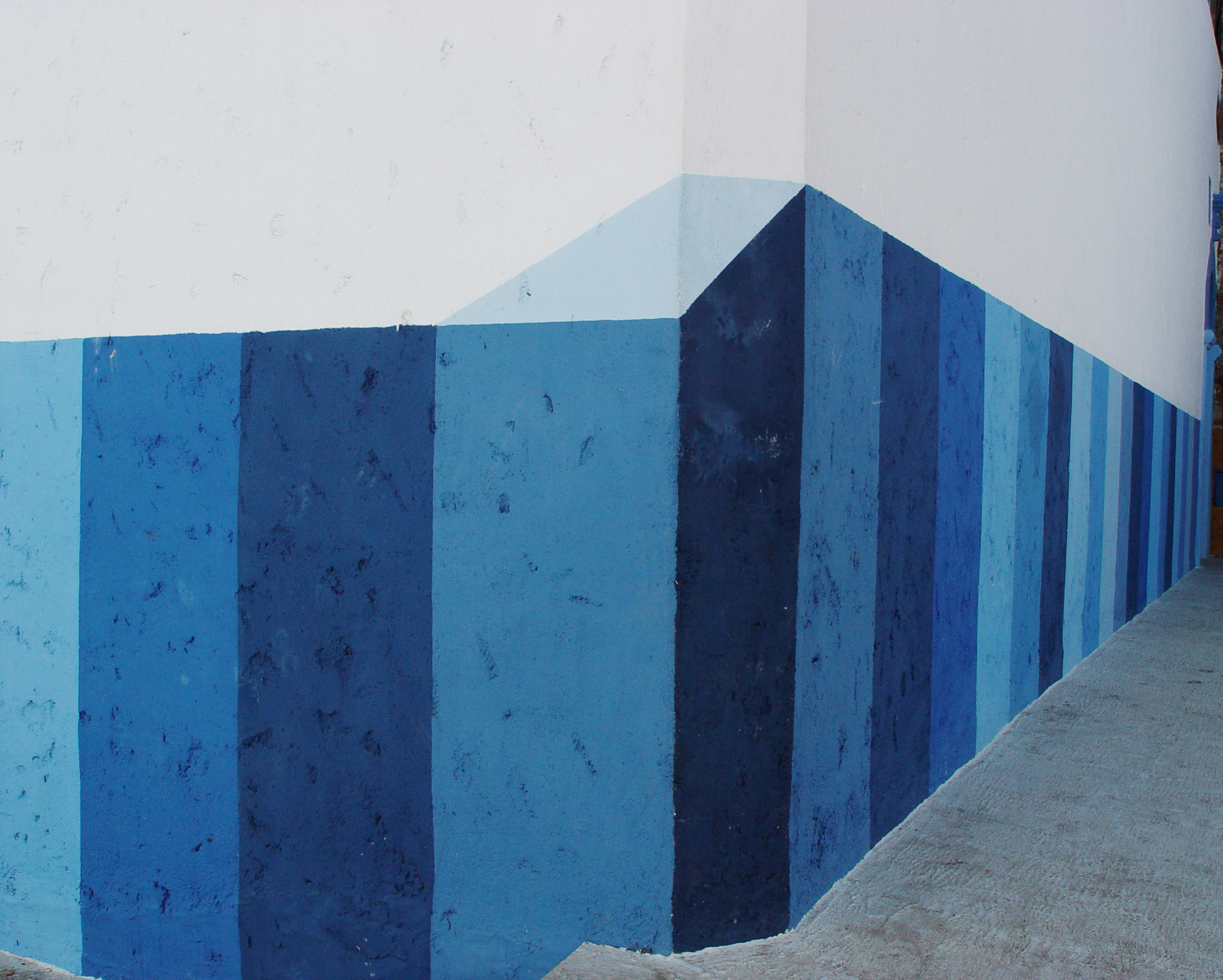
Hausecke mit moderner geometrischer Malerei
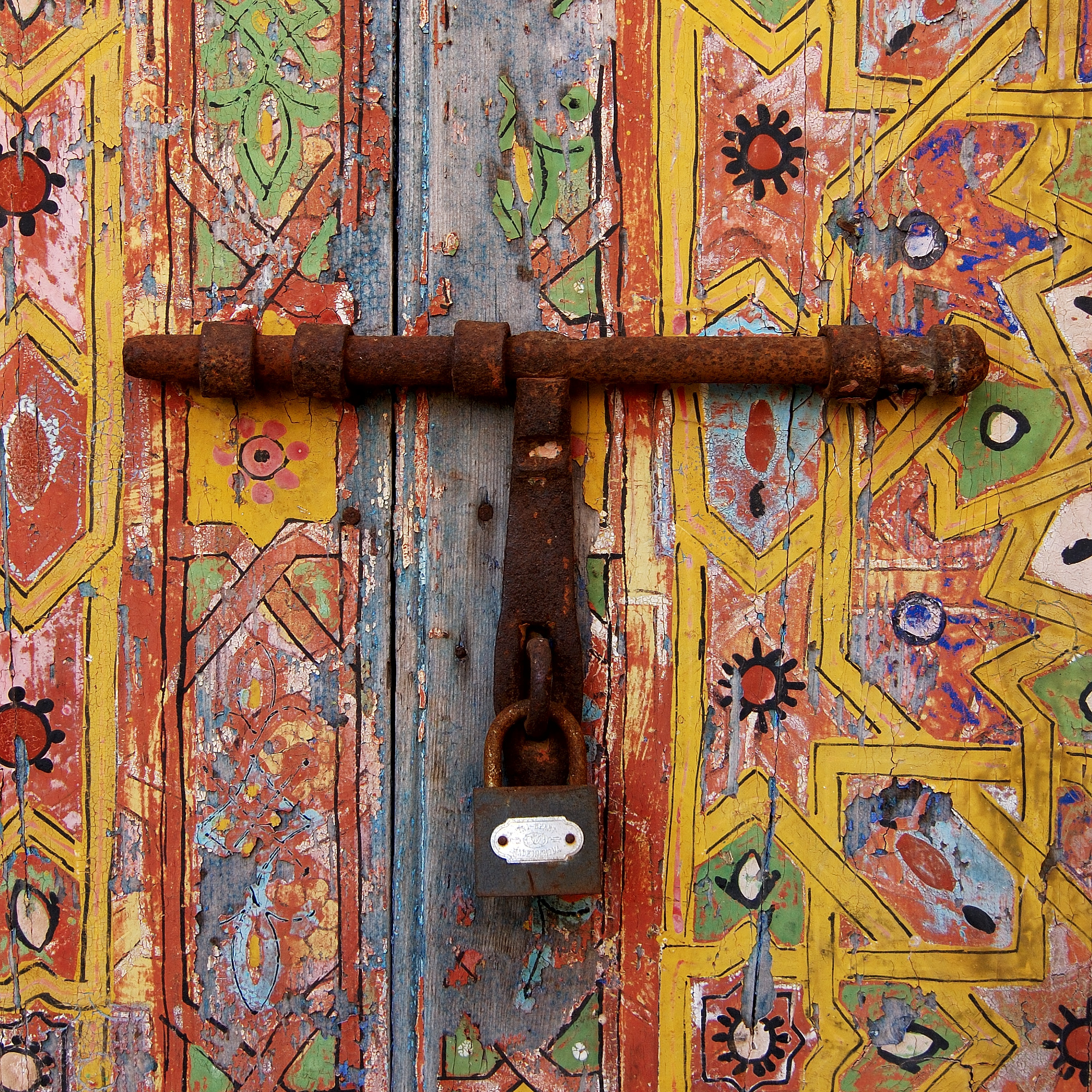
Bemalte Haustür